# 2200
Năm 2200. Trong lịch Gregory, nó sẽ là năm thứ 2200 của Công nguyên hay của Anno Domini; năm thứ 200 của thiên niên kỷ thứ 3 và năm thứ 100 của thế kỷ 22; và năm đầu tiên của thập niên 2200.